# Wilhelm Wostrack
Wilhelm Wostrack (?  -  ?) byl německý lékař ze Stuttgartu a 8. náčelník německé koloniální správy ostrova Nauru.

## Působení v koloniích
V roce 1904 byl velitelem města Namatanai v Papui Nové Guineji, kde dostal za úkol od hraběte Karla von Lindena sbírat historické věci pro Lindenovo muzeum ve Stuttgartu. První zásilky doputovaly do muzea o dva roky později, v roce 1906.
Také velel německé jednotce o 15 mužích, která obsazovala tichomořské Admiralitní ostrovy. Na základě dobré služby nejen při této invazi se stal v roce 1912 náčelníkem německé koloniální správy Nauru. Dne 9. září 1914 byl jeho mandát krátce přerušen v řádu hodin, kdy většinu ostrova držely britské invazní síly pod vedením Mylese Aldingtona Blomfielda. Dne 6. listopadu 1914 byl celý ostrov obsazen australskými jednotkami a spolu se zánikem německé kolonie zanikla i funkce náčelníka.